# Elecciones federales de Malasia de 2018
Las decimocuartas elecciones federales de Malasia de 2018, conocidas como GE14 o PRU14, decimoterceras desde la unificación del país, tuvieron lugar el 9 de mayo de 2018 con el objetivo de renovar los 222 escaños del Dewan Rakyat, cámara baja del Parlamento de Malasia, y doce de las trece Asambleas Legislativas Estatales, que en conjunto son 505 escaños. Fueron adelantadas algunos meses por el gobierno de Najib Razak luego de que este solicitara la disolución del Parlamento al Yang di-Pertuan Agong el 7 de abril de 2018. El mandato del legislativo elegido en 2013 finalizaría de todas formas el 24 de junio de 2018, al cumplirse cinco años de su primera sesión.
Las elecciones resultaron en una histórica victoria para el Pakatan Harapan (en malayo: Pacto de Esperanza), también denominado Harapan (Esperanza) o PH, principal coalición opositora al gobierno de Najib Razak y su coalición, el Barisan Nasional (en malayo: Frente Nacional) o BN, gobernante en el país desde la independencia del Reino Unido en 1957. La coalición, bajo el liderazgo del ex primer ministro Mahathir Mohamad, obtuvo mayoría absoluta con 113 de los 222 escaños del Dewan Rakyat. Además, gracias a un pacto electoral con el partido WARISAN en el estado de Sabah, que contaba con 8 escaños; el bloque legislativo resultante obtuvo el 48.01% del voto popular y 121 escaños, suficiente para formar gobierno cómodamente. Posteriormente el bloque se incrementaría a 124 cuando los únicos tres candidatos independientes que resultaron elegidos se unieron al Pakatan Harapan. El Barisan Nasional, además de sufrir su segunda derrota por voto popular y su primera derrota electoral efectiva, perdiendo por primera vez en la historia de Malasia la mayoría en el Dewan Rakyat, se estrelló con un 33.77% de los sufragios y 79 escaños, apenas poco más de un tercio de las bancas, siendo su peor desempeño en una elección federal.
El Partido Islámico de Malasia (PAS), que había formado parte del Pakatan Rakyat (predecesora del Pakatan Harapan) hasta 2015, formó una coalición con partidos de tendencia islamista moderada y demócrata islámica, conocida como Gagasan Sejahtera (en malayo: Idea Próspera) que ocupó el tercer lugar con el 16.91% de los votos y 18 escaños, sufriendo un ligero declive en número de escaños con respecto a 2013, cuando formaba parte del Pakatan Rakyat, pero un notorio incremento en cuanto a voto popular.
En el plano estatal, el resultado también fue histórico. El Pakatan Harapan obtuvo mayoría absoluta en las legislaturas de Johor, Kedah, Melaka, Negeri Sembilan, Penang, Perak y Selangor; el BN, que hasta entonces gobernaba diez de los trece estados, obtuvo mayoría solo en Perlis y Pahang, conservando además el gobierno de Sarawak porque allí las elecciones estatales se realizaron en 2016. A pesar del decrecimiento del PAS, la coalición islámica logró mantener el gobierno de Kelantan y arrebatar al BN el control de Terengganu. En Sabah, el PH y el BN empataron con 29 escaños cada uno, quedando el Partido Solidario de la Patria, con 2 escaños, como el encargado de definir con quien se formaría la coalición de gobierno, decidiéndose finalmente por el BN. Sin embargo, la deserción de otros diputados facilitó que, en última instancia, el PH tomara el control del estado días más tarde.
Incluso antes de que se realizaran, las elecciones eran objeto de controversia por ciertas tácticas polémicas realizadas por el gobierno de Najib Razak, envuelto en escándalos de corrupción, durante los últimos meses antes de su convocatoria, tales como una nueva e irregular redefinición de los distritos electorales, que fue denunciada como un nuevo intento de gerrymandering, y una ley contra las noticias falsas cuyo objetivo aparente era silenciar las voces opositoras. Tras el llamado a elecciones, la diferencia entre la fecha de la disolución del Parlamento y el día de la nominación de candidatos dejaban un período de campaña históricamente corto. Además, la designación de un miércoles como jornada electoral, incluso si era declarado asueto nacional, fue vista como un intento de incitar una baja participación, sobre todo de los votantes que debían realizar largos traslados hacia su circunscripción en un día laboral. Hasta el día de los comicios, la idea de que el BN volvería a triunfar gracias al gerrymandering era vista como el escenario más probable por la mayoría de los analistas. El segundo escenario considerado era que el BN perdería la mayoría, pero que formaría una coalición exitosa con el PAS y mantendría el gobierno. Aunque las encuestas preelectorales daban un serio fundamento a la idea de que el PH triunfaría por voto popular, la posibilidad de una victoria absoluta para la oposición de centroizquierda era vista como improbable.
El triunfo del Pakatan Harapan no tiene precedentes y marca la primera transición pacífica de poder en la historia de la nación asiática. Mahathir asumió el cargo de primer ministro de Malasia por segunda vez al día siguiente de las elecciones, el 10 de mayo, luego de haber logrado los suficientes avales de los diputados electos, convirtiéndose además en el primer ministro más anciano del mundo.

## Antecedentes históricos

### Gobierno del Barisan Nasional
Desde 1955, incluso antes de la independencia y formación del estado malasio, la vida política de Malasia estuvo dominada por el partido Organización Nacional de los Malayos Unidos (UMNO), que dirigió un gobierno fuertemente centralizado y secular mediante una coalición electoral multipartidista constituida por partidos basados en razas o de alguno de los estados federados. Inicialmente, la primera coalición fue tripartita y se denominó Alianza, compuesta solo por la UMNO, la Asociación China de Malasia (MCA), y el Congreso Indio de Malasia (MIC). En 1973 sería reemplazada por el Barisan Nasional (Frente Nacional), compuesto por hasta catorce organizaciones en su apogeo. A pesar de su supuesta intención de alejar la política de los asuntos raciales y garantizar el respeto mutuo entre las diferentes etnias, el gobierno malasio desde la independencia en 1957 fue acusado numerosas veces de tratar de concentrar el poder en la UMNO y cometer discriminación contra los demás grupos étnicos, sobre todo los chinos, que hasta la independencia dominaban la economía de la región. El primer ministro bajo la Alianza, que fue además el primer jefe de gobierno de una Malasia independiente, fue Tunku Abdul Rahman, durante cuyo mandato se realizó la expulsión de Singapur como estado de la Federación, debido en gran medida a su alta población china económicamente fuerte.

Abdul Razak Hussein, fundador del Barisan Nasional.

Durante la mayor parte de su período de gobierno, la coalición dirigida por la UMNO conservó una mayoría absoluta de dos tercios de los escaños del Parlamento, lo que garantizaba su potestad de modificar la Constitución Federal sin tener que negociar con otras fuerzas políticas. El sistema de escrutinio mayoritario uninominal con una distribución malograda de los escaños con respecto a la demografía oficialista facilitaba esa mayoría, lo que ha provocado que las elecciones en Malasia se hayan visto empañadas por las acusaciones de gerrymandering y fraude electoral en circunscripciones clave.
El único precedente de una debacle electoral que pusiera realmente en juego la dominación política de la coalición se dio en las elecciones federales de 1969, cuando perdió la mayoría de dos tercios ante el ascenso de partidos socialdemócratas liderados en su mayoría por chinos étnicos, como el Partido de Acción Democrática (DAP), o por fuerzas de tendencia islamista lideradas por malayos, como el Partido Islámico de Malasia (PAS). El desgaste de la Alianza provocó una serie de disturbios entre malayos y chinos pocos días después de los comicios, conocidos como incidente del 13 de mayo, que culminaron con la declaración del estado de sitio en todo el país y un período de dos años de suspensión de las garantías constitucionales. Durante este lapso de tiempo, Abdul Rahman dimitió como primer ministro el 22 de septiembre de 1970 y fue suplantado por Abdul Razak Hussein. Este logró negociar con éxito la entrada de varios de los partidos ganadores en 1969 a una coalición mucho más amplia, el Barisan Nasional, establecido oficialmente el 1 de enero de 1973.
Además de la fundación de la nueva coalición, los disturbios de 1969 fueron frecuentemente utilizados por el régimen para suprimir la disidencia política, acusando a los opositores de ser extremistas raciales. Bajo la Ley de Seguridad Interna, que ya estaba en vigor desde 1960 pero que empezó a aplicarse con más dureza desde los disturbios, se prohibieron las manifestaciones políticas y las campañas electorales pasaron a ser silenciosas reuniones privadas. En ese contexto, el BN obtuvo una victoria absoluta en las elecciones de 1974, en las que Razak fue reelegido, manteniéndose en el cargo hasta su muerte en enero de 1976. En el mismo contexto se realizaron en Malasia nueve elecciones federales, hasta que la Ley fue derogada por el gobierno de Najib Razak en 2011. Aunque el gobierno fue considerado aún como una "democracia defectuosa" en el Índice de Democracia de The Economist, el segundo mejor de cuatro puestos, desde 2007 (en 2006 se lo consideró un "régimen híbrido"), no era considerado un gobierno "electoralmente democrático" por el informe de Freedom in the World, que también le dio una categoría de "Parcialmente Libre" a Malasia de 1975 en adelante (hasta 1974 era considerado "Libre").

### Mahathir Mohamad

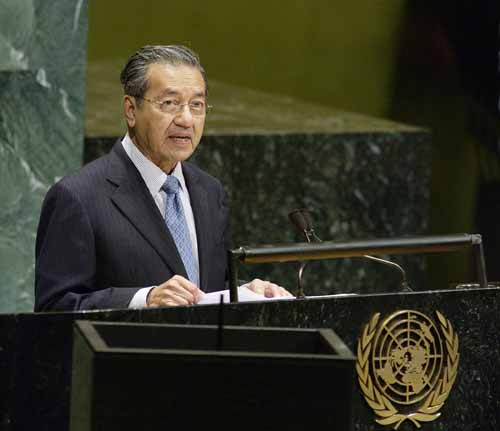
Mahathir Mohamad.

La figura de Mahathir Mohamad estuvo en la primera plana de la política malasia durante muchas décadas. Miembro de la UMNO desde su fundación en 1946 y opositor interno a Abdul Rahman, Mahathir se convirtió en primer ministro de Malasia el 16 de julio de 1981. Mahathir logró consolidar exitosamente su liderazgo en las elecciones federales de 1982 y desde entonces logró mantenerse en el poder por más de dos décadas. Durante su mandato, Malasia experimentó un período de rápida modernización y crecimiento económico, y su gobierno inició una serie de audaces proyectos de infraestructura. Mahathir fue, sin embargo, una figura política dominante. Bajo su liderazgo, el Barisan Nasional ganó cinco elecciones federales consecutivas y defendió con éxito el liderazgo de la UMNO ante rivales destacables, como Tengku Razaleigh Hamzah, en 1987. Sin embargo, su acumulación de poder vino a expensas de la independencia de la judicatura y los poderes y privilegios tradicionales de la realeza de Malasia, incrementándose notoriamente las acusaciones de fraude y autoritarismo contra el régimen, tanto nacional como internacional, durante su largo período en el cargo.
Dada la longitud de su gobierno, a diferencia de sus sucesores, Mahathir careció de un sucesor fijo hasta casi el final de su mandato. Su primer vice primer ministro, Musa Hitam, renunció y se enemistó con él alegando falta de confianza en 1986, y en las primarias del partido de 1987 apoyó a Tengku Razaleigh Hamzah. Ghafar Baba fue su siguiente segundo, pero en 1993 fue derrotado en las primarias por Anwar Ibrahim, quien de hecho ya tenía una buena relación con Mahathir y era visto como un sucesor mucho más probable. Durante la década de 1990, la idea de que Mahathir entregaría el cargo a Ibrahim era dada por hecho. Sin embargo, tras la crisis económica asiática de 1997 y una serie de tensiones a lo largo del año siguiente, Ibrahim fue cesado por Mahathir de su cargo y arrestado en septiembre de 1998 bajo cargos de sodomía, medida que fue considerada políticamente motivada. Abdullah Ahmad Badawi fue designado para ocupar el cargo de Ibrahim y, el 31 de octubre de 2003, con el retiro de Mahathir tras veintidós años de mandato, se convirtió en primer ministro de Malasia.

### Antecedentes inmediatos

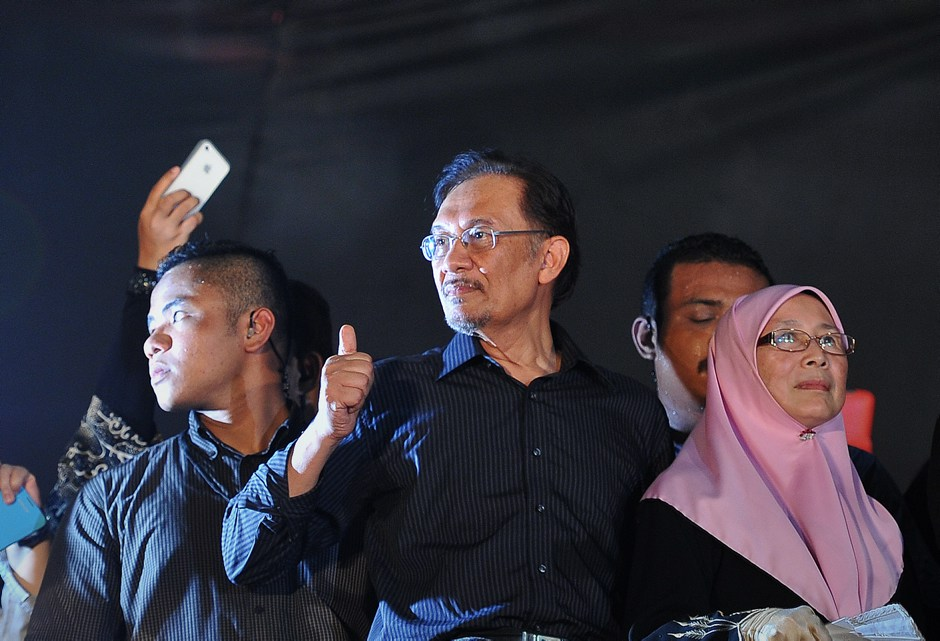
Anwar Ibrahim (centro) y su esposa Wan Azizah (izquierda) han liderado la plataforma opositora malasia conjuntamente desde 2008.

Desde 2008, el Barisan Nasional comenzó a enfrentar por primera vez en su historia desafíos electorales serios. Hasta marzo de ese año, gobernaba todos los estados menos Kelantan (dominado por el PAS desde 1990) y tenía bajo su control el 90% de los escaños del Dewan Rakyat. El gobierno de Abdullah Badawi, sin embargo, enfrentó severas crisis de popularidad debido a ciertos escándalos de corrupción y a un empeoramiento poco común del nivel de vida, con una creciente inflación. Simultáneamente, la oposición, liderada por un todavía encarcelado Anwar Ibrahim y su esposa Wan Azizah Wan Ismail, comenzó a negociar pactos electorales a fin de aumentar su viabilidad, fundándose el Pakatan Rakyat (Pacto Popular) como una coalición informal en la que los principales partidos opositores (el PAS, el DAP y el recientemente fundado Partido de la Justicia Popular o PKR) se distribuirían y disputarían escaños separados, garantizando que hubiera un solo candidato opositor contra el oficialismo. Esta medida tuvo un éxito inesperado, y en las elecciones federales de 2008 el Barisan Nasional perdió la mayoría absoluta de dos tercios, conservando una mayoría de 140 de 222 escaños contra 82 del PR, que además logró tomar el control de cuatro gobernaciones y conservar Kelantan. Con un 51.39% del voto popular para el BN y un 47.79% para el PR, las elecciones de 2008 ostentan el récord de ser las más polarizadas de la historia del país.
El desastre electoral acabó con la carrera de Abdullah Badawi, que durante el siguiente año enfrentó una creciente oposición interna, sobre todo de parte de Mahathir y sus partidarios, que trataron de asociar con su figura el mal desempeño del partido, exigiendo que fuera desplazado del cargo antes de las siguientes elecciones. Finalmente, Badawi se vio forzado a dimitir en abril de 2009, siendo su reemplazo Najib Razak, el hijo del fundador del BN. La permanencia de Najib como primer ministro se caracterizó por medidas de liberalización económica, como recortes en los subsidios gubernamentales, reducción de restricciones a la inversión extranjera y reducciones en las medidas preferenciales para los malayos étnicos en los negocios. Tratando de perfilarse como un líder más liberal, Razak realizó varias reformas políticas, tales como la legalización de periódicos opositores y la derogación definitiva de la Ley de Seguridad Interna en septiembre de 2011.
Sin embargo, en las elecciones de 2013, las primeras en las que se utilizó tinta indeleble para evitar el fraude electoral, el frente oficialista continuó su debacle. Con Anwar Ibrahim liberado, el Pakatan Rakyat obtuvo el 50.87% de los votos contra el 47.38% del Barisan Nasional, triunfando este último con 133 escaños gracias al gerrymandering. La consecuente deslegitimación del gobierno de Najib llevó a que su segundo mandato estuviera marcado por la persecución de varios de sus críticos por cargos de sedición, el nuevo encarcelamiento de Anwar tras una condena por sodomía, la implementación de un impopular impuesto a los bienes y servicios (GST) y un escándalo en curso involucrando a la firma de inversiones del estado 1Malaysia Development Berhad (1MDB) que llevó a mítines exigiendo la renuncia de Najib, encabezados por la ONG Coalición para Elecciones Limpias y Justas (BERISH). La respuesta de Najib a las acusaciones de corrupción fue reforzar su control sobre el gobierno reemplazando al vice primer ministro, suspendiendo dos periódicos y promoviendo en el Parlamento un controvertido proyecto de ley del Consejo de Seguridad Nacional que otorga al primer ministro poderes sin precedentes. En concordancia con el mayor declive de las libertades políticas, las políticas económicas y los recortes de subsidios contribuyeron a un aumento de los costos de vida, mientras que los precios fluctuantes del petróleo y las consecuencias del escándalo de 1MDB han llevado a una constante depreciación del ringgit malasio, considerado para 2017 como una de las monedas más infravaloradas del Sudeste Asiático.

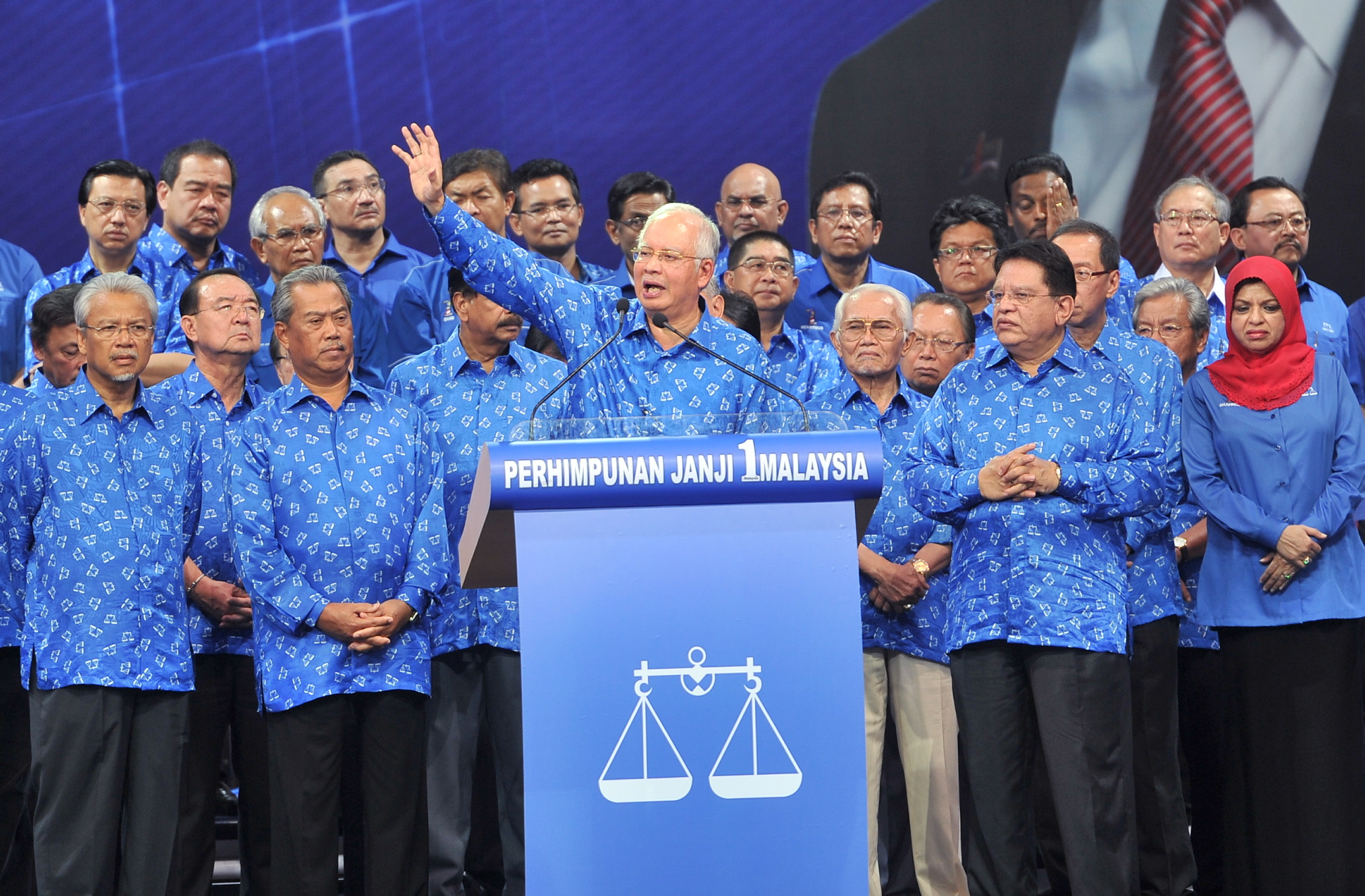
Najib Razak, primer ministro de Malasia entre 2009 y 2018.

A pesar de que el clima económico y político pareció favorecer enormemente a la oposición, el Pakatan Rakyat colapsó a mediados de 2015 por las fricciones entre el PAS islamista y sus dos compañeros de coalición de centroizquierda, el DAP y el PKR, sobre todo por el debate sobre la implementación de principios e la sharia en el córdigo penal. Desde entonces, el PAS comenzó a manifestar una tendencia cada vez más colaboracionista con el oficialismo, lo que no ocurría desde que se convirtiera en el primer partido en abandonar el Barisan Nasional en 1977. El DAP y el PKR mantuvieron juntos una nueva coalición, el Pakatan Harapan (Pacto de la Esperanza), mientras que el PAS formó su propia coalición, el Gagasan Sejahtera (Idea Próspera) casi al mismo tiempo, con diversos partidos de ideología islámica. El 29 de enero de 2016, ante el apoyo de la UMNO a Najib a pesar de los escándalos de corrupción, Mahathir Mohamad anunció que abandonaba el partido y se pasaba a la oposición, siendo acompañado por varios partidarios que provocaron la primera escisión masiva de la UMNO desde 1988.
Cuando Tengku Razaleigh Hamzah abandonó la UMNO en 1989 denunciando manipulación en las ajustadas elecciones primarias que disputó precisamente contra Mahathir, su partido Semangat 46 (Espíritu del 46) recibió el apoyo de Tunku Abdul Rahman, otro ex primer ministro. Sin embargo, esta fue la primera vez que un antiguo primer ministro se presentaría como candidato de otra coalición. El 4 de marzo, Mahathir fue uno de los firmantes de la Declaración de los Ciudadanos de Malasia, un pacto entre distintas fuerzas opositoras cuyo objetivo era acabar definitivamente con el régimen del Barisan Nasional y con el gobierno de Najib en particular. Entre los firmantes estaban los líderes del Pakatan Harapan, Mahathir y diversas ONG. Esta declaración marcó la reconciliación definitiva entre Mahathir e Ibrahim después de casi veinte años siendo acérrimos enemigos.  El PAS, aunque envió representantes a la conferencia donde se discutió el pacto, finalmente no firmó. En septiembre de ese mismo año, los escindidos de la UMNO junto a Mahathir fundaron el Partido Indígena Unido de Malasia (PPBM).

## Sistema electoral
El Dewan Rakyat está compuesto por 222 escaños parlamentarios, elegidos por un período de cinco años; estos asientos se distribuyen entre los trece estados malasios en proporción a la población votante de los estados. Se eligen mediante escrutinio mayoritario uninominal, en el que cada diputado ese elegido en circunscripciones de un solo miembros por simple mayoría de votos. Si un partido obtiene 112 de los 222 escaños, tiene derecho a formar el Gobierno, con su líder como primer ministro. Si la elección no da como resultado que un solo partido tenga la mayoría, hay un parlamento colgado. En este caso, las opciones para formar el Gobierno son un gobierno minoritario o una coalición. El Dewan Rakyat es elegido mediante escrutinio mayoritario uninominal, en el que cada diputado ese elegido en circunscripciones de un solo miembros por simple mayoría de votos. Malasia no practica el voto obligatorio ni el registro automático de votantes. La edad para votar es 21 años, aunque la mayoría de edad en el país es 18.
Los distritos electorales fueron oficialmente reorganizados el 29 de marzo de 2018, después de que esta redistribución fuese aprobada por el Yang di-Pertuan Agong y el Dewan Rakyat saliente. Las elecciones son conducidas por la Comisión Electoral, que está bajo la jurisdicción del Departamento del Primer Ministro.

## Disolución de las Asambleas Legislativas Estatales
Si bien cualquier estado puede disolver su asamblea independientemente del Parlamento Federal, la práctica tradicional es que la mayoría de las asambleas estatales se disuelvan al mismo tiempo que el Parlamento. De conformidad con la legislación de Malasia, tanto el parlamento como las asambleas legislativas de cada estado (Dewan Undangan Negeri) se disolverían automáticamente en el quinto aniversario de la primera sesión, y las elecciones deben celebrarse dentro de los sesenta días de la disolución, a menos que se disuelva antes de esa fecha por sus respectivos Jefes de Estado con el asesoramiento de sus Jefes de Gobierno.
A continuación se detallan las fechas en que se disolvió la asamblea legislativa de cada estado:
| Asamblea Legislativa Estatal | Primera reunión legislativa | Última fecha legislativa posible | Día definitivo de la elección (En o antes) | Día de la disolución |
| ---------------------------- | --------------------------- | -------------------------------- | ------------------------------------------ | -------------------- |
| Kelantan                     | 13 de junio de 2013         | 13 de junio de 2018              | 13 de agosto de 2018                       | 7 de abril de 2018   |
| Terengganu                   | 16 de junio de 2013         | 16 de junio de 2018              | 16 de agosto de 2018                       | 9 de abril de 2018   |
| Negeri Sembilan              | 17 de junio de 2013         | 17 de junio de 2018              | 17 de agosto de 2018                       | 7 de abril de 2018   |
| Johor                        | 20 de junio de 2013         | 20 de junio de 2018              | 20 de agosto de 2018                       | 7 de abril de 2018   |
| Selangor                     | 21 de junio de 2013         | 21 de junio de 2018              | 21 de agosto de 2018                       | 9 de abril de 2018   |
| Kedah                        | 23 de junio de 2013         | 23 de junio de 2018              | 23 de agosto de 2018                       | 7 de abril de 2018   |
| Perlis                       | 28 de junio de 2013         | 28 de junio de 2018              | 28 de agosto de 2018                       | 7 de abril de 2018   |
| Penang                       | 28 de junio de 2013         | 28 de junio de 2018              | 28 de agosto de 2018                       | 10 de abril de 2018  |
| Perak                        | 28 de junio de 2013         | 28 de junio de 2018              | 28 de agosto de 2018                       | 9 de abril de 2018   |
| Pahang                       | 1 de julio de 2013          | 1 de julio de 2018               | 1 de septiembre de 2018                    | 7 de abril de 2018   |
| Malacca                      | 1 de julio de 2013          | 1 de julio de 2018               | 1 de septiembre de 2018                    | 7 de abril de 2018   |
| Sabah                        | 13 de junio de 2013         | 13 de junio de 2018              | 13 de septiembre de 2018                   | 7 de abril de 2018   |

## Gasto electoral
Antes de la campaña, no había límites para lo que pueden gastar un partido político, un candidato o un tercero. (corporaciones, sindicatos, grupos de intereses especiales, etc.) Las normas de gasto solo están vigentes una vez que se han retirado los recursos y la campaña ha comenzado. La ley electoral de Malasia establece un límite de gasto electoral de RM200,000 para cada candidato parlamentario y la mitad de este último para cada candidato legislativo estatal.
El presidente de la Comisión Electoral Mohd. Hashim Abdullah anunció que se está gastando RM500 millones para esta elección federal, RM100 millones más que la anterior. Parte de los gastos se gastaron en tinta indeleble que costó alrededor de RM4.8 millones para un total de 100,000 botellas de tinta de 60mL importadas de un fabricante de India, Mysore Paints and Varnish Limited (MPVL).

## Controversia

### Gerrymandering
Hubo muchas controversias incluso antes de que comenzaran las elecciones, principalmente con respecto al gerrymandering y delimitaciones de límites electorales a favor del partido gobernante. El cuerpo que regula las elecciones en Malasia, la Comisión Electoral (que está bajo el control del Departamento del Primer Ministro) ha sido criticada por la BERISH, la Comisión de Derechos Humanos de Malasia y otras organizaciones por negligencias electorales, decisiones arbitrarias y falta de transparencia. El candidato a primer ministro del Pakatan Harapan, Mahathir Mohamad, que ya había gobernado el país durante más de veinte años bajo las mismas acusaciones, declaró que las elecciones de 2018 serían "las más sucias en la historia de nuestra nación".
Los partidos de oposición, organizaciones no gubernamentales e incluso los políticos del partido gobernante han acusado al gobierno de fraude electoral y de manipular las circunscripciones a favor de la demografía oficialista. La oposición afirma que la manipulación involucra principalmente fusionar áreas dominadas por la oposición en asientos grandes y únicos, y dividir áreas favorables a BN entre varios asientos más pequeños para favorecer a los votantes rurales que están más inclinados a apoyar al partido gobernante. Un analista del grupo de reforma electoral Tindak Malaysia estimó que este último proceso de redefinición permitiría a Barisan Nasional recuperar el control con solo el 33% de los votos. El Proyecto de Integridad Electoral (EIP), un proyecto académico independiente de la Universidad de Harvard y la Universidad de Sídney que estudia la integridad electoral y asigna puntajes de PEI (Percepciones Globales de Integridad Electoral) a países de todo el mundo, en su más reciente trabajo de investigación publicado en noviembre de 2017, determinó y clasificó la integridad electoral de Malasia en el puesto 142 de 158 países, justo por encima de Zimbabue (143), Vietnam (147) y Afganistán (150).

### Fecha electoral polémica
Algunos malasios protestaron contra la decisión de la CE de fijar la jornada electoral a mitad de la semana (miércoles 9 de mayo) en lugar de fijarlo el fin de semana (es decir, el sábado) como lo había hecho en las elecciones generales anteriores. Algunos de ellos, incluyendo el propio Mahathir; el vicepresidente del PAS, Tuan Ibrahim; y la presidenta de la BERISH, Maria Chin Abdullah, consideraron que tal decisión era injusta, antidemocrática y un intento de desalentar a personas en el exterior o interestatal de regresar a sus lugares de origen para votar.

### Retraso en el voto postal
Muchos malasios en el extranjero denunciaron que las boletas postales les llegaron mucho más tarde lo oficialmente anunciado, algunas incluso el día de las elecciones, y luego requieren que sus boletas sean devueltas antes del cierre de las casillas electorales para que se cuenten como válidas. Como resultado, muchos de estos votantes en el extranjero se organizaron en las redes sociales para llevar su y otras boletas a través de mensajeros casuales.

### Supuesta compra de votos
Desde que está en el poder hasta esta elección, el Barisan Nasional ha sido acusado de comprar votos. El Nikkei Asian Review ha observado que medidas como los bonos en efectivo entregados a funcionarios y pensionados, componentes clave de su base de apoyo, ocurrieron justo antes de la disolución de la cámara baja del Parlamento, con otras medidas anunciadas durante la campaña electoral incluida la "ayuda especial" de RM500 (US$127) y unidades de vivienda social reservadas para los empleados de la empresa vinculada al gobierno DRB-HICOM, así como aumentos de salario mínimo.
Dentro de los distritos electorales, los diputados de Barisan Nasional han sido criticados por el organismo de control electoral de la BERISH y siete de cada diez personas nombradas en su "Salón de la Vergüenza por Delitos Electorales" provienen de partidos del componente Barisan Nasional. Musa Aman, Noh Omar , Hamzah Zainudin y Shahanim Mohd Yusuf (UMNO), así como P. Kamalanathan y Jaspal Singh (MIC) fueron amonestados públicamente por entregar alimentos, gasolina, muebles, comestibles y motocicletas gratuitas en sus respectivos distritos electorales, en lo que se vio ampliamente como un intento de influir en el voto a favor de ellos.
También estalló la controversia sobre la batalla de Barisan Nasional por la circunscripción de Sekinchan, donde el DAP había ganado el escaño por un margen muy pequeño, y donde se realizó un evento electoral organizado por Datuk Seri Jamal Yunos (jefe de la UMNO de Sungai Besar) en apoyo del candidato local Lee Yee Yuan (MCA) incluyó un bufé libre, posibilidades de ganar una motocicleta y un premio en efectivo de RM25,000 (US$6,345), así como la promesa de un pago de RM2,000(US$508) por cada votante si son elegidos. Todos los pagos, junto con un reclamo de RM150,000 en donaciones y un Mercedes-Benz C200 ofrecidos en el próximo evento, se afirmó que habían sido donados por "empresarios exitosos" en el pequeño pueblo pesquero de 20.000 habitantes que querían mostrar su "gratitud" a BN. Mientras Yunos niega haber hecho algo incorrecto, alegando que no es un candidato sino que "solo está transmitiendo contribuciones de ciertos individuos", la sucursal de Sekinchan DAP ha presentado un informe policial en su contra por supuesta compra de votos.
Yunos también se ha enfrentado a la controversia por haber sido atrapado en un video entregando notas de RM50 (US $ 13) de una bolsa en una función en la aldea Sungai Leman Bendang Utara, que también es parte de Sekinchan. Él ha afirmado que los que fueron pagados eran "trabajadores del partido" responsables de "poner banderas, tachones y otros materiales", un reclamo que los medios no pudieron verificar independientemente. Los medios de comunicación Malaysiakini notaron que la mayoría de los que recibían el pago no iban vestidos con los colores Barisan Nasional, y que un número significativo de adultos mayores y niños estaban presentes en el evento.
La principal alianza opositora, Pakatan Harapan, tampoco fue inmune a las acusaciones de compra de votos. El manifiesto de Pakatan Harapan, en particular, enumera como una promesa clave la abolición del 6% del impuesto sobre bienes y servicios de Malasia. y el aumento de los salarios mínimos. Esta promesa, según periodistas y analistas financieros, equivale a un populismo demagógico que, de realizarse en serio, podría afectar negativamente las finanzas del gobierno malasio. BERISH también incluyó a Afif Bahardin del PKR y candidato del PH en la circunscripción de Seberang Jaya, en su Salón de la Vergüenza por Delitos Electorales debido a las acusaciones de utilización de fondos del gobierno del estado de Penang, que la oposición gobierna desde 2008, para los folletos de su campaña electoral.
Además, Ahmad Yakob (GS-PAS) gobernador de Kelantan, fue criticado después de "recurrir repetidamente a los recursos del gobierno del estado de Kelantan" para beneficiar la campaña de su partido, PAS (compitiendo como el principal componente de la coalición Gagasan Sejahtera), incluso entregando efectivo a líderes religiosos en un salón del gobierno estatal cubierto con banderas de PAS.

## Observación electoral
La Comisión Electoral (CE) invitó a catorce países a participar en las elecciones como observadores extranjeros. Estos incluyen representantes de organismos de gestión electoral de la Asociación de Naciones del Sudeste Asiático (ASEAN), la Mancomunidad de Naciones, países asiáticos y europeos, así como un estudio y centro de apoyo para el Centro de Estudios de la Mancomunidad sobre Malasia con sede en Cambridge, Reino Unido. Siete países acordaron enviar representantes para observar las elecciones, a saber, Azerbaiyán, Camboya, Indonesia, Kirguistán, Maldivas, Tailandia y Timor Oriental. La invitación también se extendió a India, Pakistán y Uzbekistán. Nueve delegaciones de los países anteriormente mencionados arribaron al país el 7 de mayo. Las CE también designaron a 1.236 observadores electorales de catorce organizaciones no gubernamentales locales.

## Día de la Nominación
El Día de la Nominación, que marca oficialmente el inicio de la campaña electoral, fue el sábado 28 de abril. Con once días, sería una de las campañas electorales más cortas en la historia del país. El mismo día se desató la controversia por la descalificación, por parte de la Comisión Electoral, de seis candidatos del Pakatan Harapan bajo circunstancias sospechosas. La descalificación más destacada fue la del vicepresidente de la PKR, Chua Tian Chang, a quien el oficial local le impidió defender su asiento parlamentario en Batu debido a una condena judicial anterior. Esto último era una contravención directa a un fallo del Tribunal Supremo que lo había declarado elegible para la reelección. Se rechazó una apelación posterior del Tribunal Superior, bajo el reclamo de que no tenían jurisdicción sobre asuntos relacionados con las elecciones. De este modo, Chua y su partido apoyaron a P. Prabakaran, un candidato independiente de tan solo veintidós años, que última instancia resultó elegido y se convirtió en el diputado más joven de Malasia.
Mientras tanto, en Rantau, Negeri Sembilan, el gobernador del estado, Mohamad Hasan, fue reelegido sin oposición después de que se le impidiera al candidato opositor Dr. Streram Sinnasamy entrar en el centro de nominación, aparentemente porque no tenía un pase de entrada, a pesar de su reclamo de que nunca emitió una y a pesar del hecho de que no hay leyes que exijan que los candidatos tengan pases de entrada.  Otros cuatro candidatos de la oposición fueron excluidos por estar en bancarrota sin cargos, a pesar de las afirmaciones de que los controles previos con las autoridades habían confirmado su capacidad para participar.
Los abogados y otros analistas políticos han criticado a estos oficiales que regresaron por un "grave abuso de poder" que fue mucho más allá de su función principal (ayudar a presentar documentos de nominación) y privó a varios candidatos de la oportunidad de ejercer su derecho democrático. Afirman que incidentes como este contribuyen a la percepción de que las elecciones de Malasia son inherentemente injustas y debilitan el estado de derecho. Mahathir denunció que apelaría todas y cada una de las descalificaciones, alegando un "abuso de poder" por "oficiales que están dispuestos a hacer cosas ilegales por orden del gobierno".

## Campaña

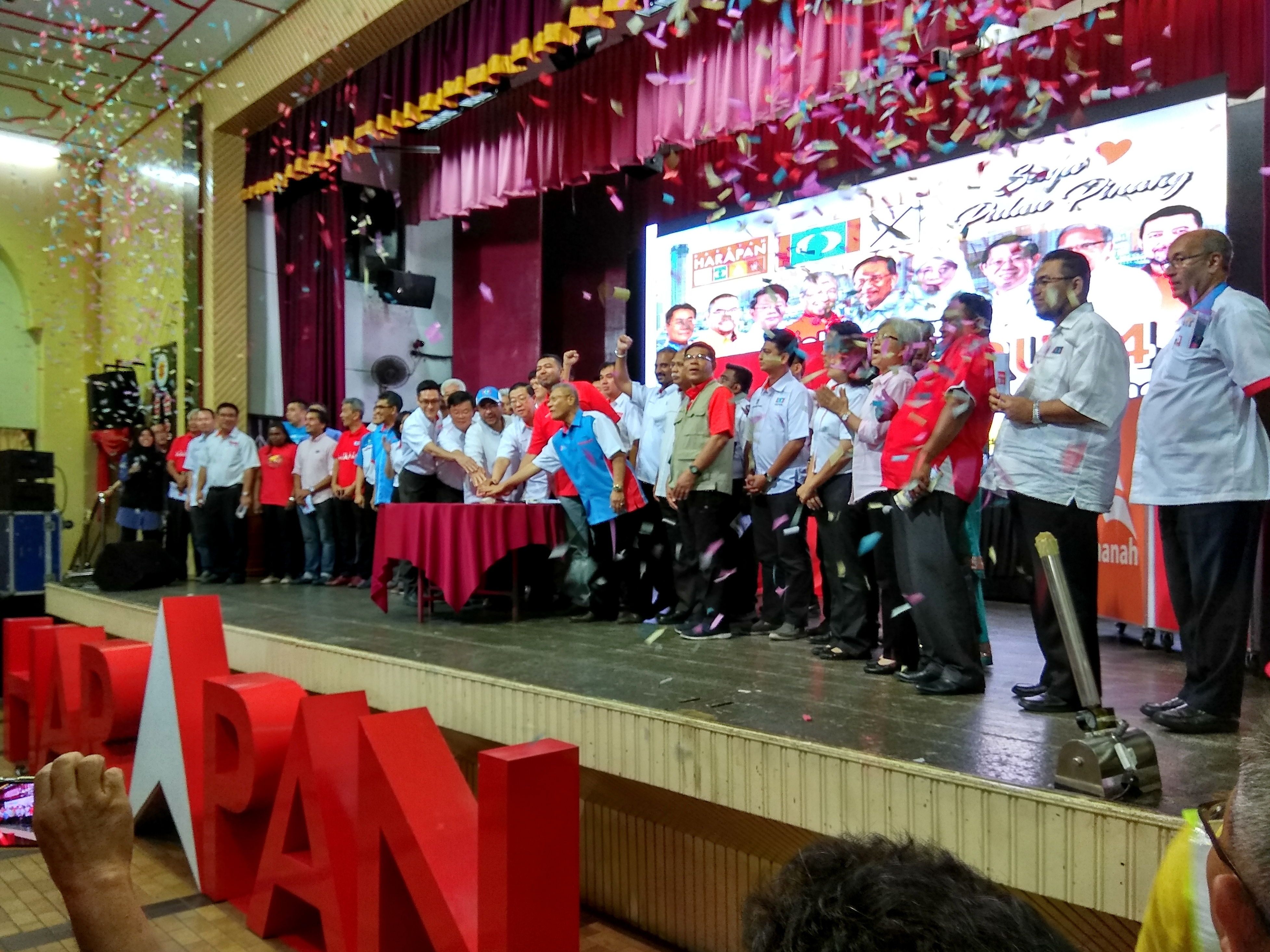
Lanzamiento del manifiesto electoral del Pakatan Harapan, el 25 de abril de 2018.

Tan solo unos meses antes de las elecciones, el gobierno había aprobado una controvertida ley que castigaba a quien emitiera o publicara noticias falsas, que fue acusada de ser un intento del oficialismo para silenciar las voces opositoras con respecto a los recientes escándalos de corrupción. La campaña fue considerada irregular por el inmenso sesgo mediático en favor del Barisan Nasional, por lo que la mayoría de los partidos opositores recurrieron a las redes sociales y a las manifestaciones públicas, tratando de sacar el hecho como algo positivo y una demostración de modernidad. Mahathir, de este modo, logró perfilarse como un candidato coherente y descartar las teorías de que su edad le impedirían ejercer el cargo. Acusando a Najib de "estafador" e incluso llegando a reconocer los errores cometidos durante su propio gobierno, Mahathir apeló a los malasios a "votar masivamente" con el objetivo de "restaurar la dignidad de la nación". Su principal promesa de campaña era lograr el indulto a Anwar Ibrahim, su liberación y, finalmente, su nombramiento como primer ministro. También se comprometió a que, si ganaba las elecciones, no buscarían venganza contra el Barisan Nasional, pero que sus miembros sí enfrentarían cargos si se demostraba que habían violado la ley.
Durante un discurso en Pantai Dalam, el 3 de mayo, Mahathir cometió un error al momento de dar un discurso de diez minutos, y pidió a sus partidarios "apoyar a los candidatos del Barisan..." para corregirse inmediatamente y gritar "¡Pakatan Harapan!" en medio de las risas de los presentes. Mahathir comenzó a hacer chistes sobre su equivocación, y declaró: "A veces vuelvo a mis antiguos hábitos, ¿sabías que yo solía ser presidente de la UMNO? Ahora estoy haciendo todo lo posible para derribarla".
En contraste, la campaña del Barisan Nasional fue vista como desgastada y casi "desesperada". Najib se limitó a hacer promesas económicas y destacar la estabilidad que había traído el Barisan Nasional al país durante sus largas décadas en el poder. En lo que fue considerado un error muy grave, afirmó que Mahathir era un "anciano senil de 93 años", lo cual fue considerado un insulto severo dado el respeto recibido por Mahathir como ex primer ministro y como líder político en general.
El viernes 27 de abril, Mahathir denunció que un avión que debía transportarlo desde Kuala Lumpur hasta Langkawi para registrar su candidatura fue saboteado por el gobierno. Esto le valió que se abriera una investigación contra él por la ley contra las noticias falsas impulsada por el gobierno de Najib. La Autoridad de Aviación Civil del país declaró que no había encontrado evidencias reales de sabotaje en el avión, solo un leve desperfecto accidental, y afirmó que las acusaciones ponían en juego la reputación de la aerolínea Malasia y de la aviación general del país, cuestionando a Mahathir por sus declaraciones.
El día antes de las elecciones, los candidatos de ambas coaliciones emitieron discursos en vivo. Najib lo hizo a través de la televisora federal, mientras que Mahathir recurrió a Facebook Live. Mahathir pidió a los votantes no prestarse a "sacrificar la nación" por lo que llamó un "soborno", y aseguró el establecimiento de un estado de derecho firme. El discurso de Najib, por su parte, fue visto como "una serie de ofrecimientos y regalos desesperados", al prometer una exención del impuesto a la renta para las personas de 26 años o menos, independientemente de sus ingresos, y la declaración de los dos días posteriores a la elección como asueto nacional.

## Encuestas de opinión
| Fecha         | Encuestadora                                                   | Tamaño  | BN             | PH    | GS     | Otros | Diferencia |       |       |   |     |
| ------------- | -------------------------------------------------------------- | ------- | -------------- | ----- | ------ | ----- | ---------- | ----- | ----- | - | --- |
| Fecha         | Encuestadora                                                   | Tamaño  | Agosto de 2016 | IDE   | 31,341 | 29.0% | Diferencia | 59.0% | 12.0% | - | 30% |
| Enero de 2017 | IM                                                             | 104,340 | 27.0%          | 41.0% | 21.0%  | 14.0% | 14%        |       |       |   |     |
| Enero de 2018 | IM                                                             | 104,340 | 35.0%          | 38.0% | 20.0%  | 7.0%  | 3%         |       |       |   |     |
| Abril de 2018 | Merdeka                                                        | 1,206   | 40.3%          | 43.7% | 16.0%  | -     | 3.4%       |       |       |   |     |
| Mayo de 2018  | Merdeka Archivado el 13 de febrero de 2020 en Wayback Machine. | 1,579   | 37.3%          | 43.4% | 19.3%  | -     | 6.1%       |       |       |   |     |

## Jornada electoral
A pesar de todas las medidas que el gobierno supuestamente tomó con el objetivo de lograr una baja participación, la concurrencia a votar fue masiva y resultó en que solo decreciera poco más de dos puntos con respecto a 2013. Con un 82.32%, es la segunda participación más alta de la historia electoral malasia. La votación se inició a las 8:00 hs de la mañana. A pesar de la atmósfera tranquila, se detectaron diversas irregularidades, incluyendo personas que fueron rechazadas en sus respectivos centros electorales bajo la acusación de violar un inexistente código de vestimenta. A partir del horario de cierre a las 17.00 hs, la Comisión Electoral no permitió que los votantes aún presentes en las filas emitieran sufragio, bajo el alegato de que ya había terminado la jornada. Esto fue duramente criticado tanto por la oposición como por los organismos internacionales, afirmando que la presencia de filas fuera del horario de votación no era más que una demostración de falta de agilización en el proceso electoral, y no era culpa de los votantes. Sin embargo, la Comisión Electoral descartó ampliar el horario.

## Resultados

### Dewan Rakyat
El recuento nacional de votos comenzó a las 17:00, hora de Malasia, del 9 de mayo.  La decisión de cerrar las casillas electorales a las 17:00 se encontró con las protestas de los aspirantes a votar descontentos que afirmaron que, dadas las colas más largas de lo habitual, la Comisión Electoral (CE) podría haber ampliado las horas de votación, como se había hecho en las elecciones anteriores.
El primer resultado extraoficial provino de la circunscripción de Baram en Sarawak, que ganó el Barisan Nasional. A pesar de la temprana ventaja del BN, a las 20:30, el Pakatan Harapan se acercó casi hasta igualar la cantidad de escaños asegurados. Los estados de Sarawak y Sabah, que constituyen la región de Malasia Oriental, considerados durante mucho tiempo como "depósitos fijos" del BN vieron un significativo cambio de votos hacia el PH y su aliado local en Sabah, el Partido WARISAN. En un golpe adicional a las posibilidades del oficialismo, varios líderes de los partidos componentes del BN, como Subramaniam Sathasivam (MIC), Liow Tiong Lai (MCA) y Mah Siew Keong (Gerakan), fueron derrotados en sus respectivas circunscripciones por candidatos del PH. Antes de las 21:45, Mahathir Mohamad se aseguró la elección como diputado en su escaño de Langkawi. A medida que avanzaba la noche, se informó que el PH había retenido los gobiernos estatales de Penang y Selangor con abrumadoras mayorías.
Sorprendidos por el rápido deterioro de los acontecimientos, las autoridades federales intentaron obstaculizar la publicación de los resultados electorales no oficiales. A las 21:13, la Comisión de Comunicaciones y Multimedia de Malasia (MCMC) ordenó a los Proveedores de Servicios de Internet (ISP) bloquear Malaysiakini y sus sitios web hermanos, que estaban proporcionando actualizaciones en vivo del conteo, con el argumento de que las actualizaciones "podrían afectar la estabilidad nacional, el orden público, la armonía, y la estabilidad económica". Mientras tanto, automóviles sin identificación, supuestamente cargados con urnas falsas, fueron vistos ingresando a algunas de las estaciones de conteo. Los espectadores enfurecidos trataron de detener los autos, lo que provocó disturbios esporádicos. En Ayer Hitam, Johor, los manifestantes fueron finalmente dispersados por la Unidad de Reserva Federal de la Real Policía de Malasia.
Aproximadamente a las 23:20, Mahathir afirmó durante una conferencia de prensa en el Sheraton Hotel en Petaling Jaya que el Pakatan Harapan ya había excedido la mayoría simple de 112 escaños necesarios para formar el siguiente gobierno federal. Agregó posteriormente que el PH había logrado arrebatar al BN los gobiernos estatales de Negeri Sembilan, Malaca, Johor y Kedah. Sin embargo, Mahathir alegó que algunos oficiales de la Comisión Electoral se rehusaban a firmar el Formulario 14 en sus respectivos distritos electorales, lo cual es necesario para que se anuncien los resultados. Además, advirtió que aunque "los malasios no son personas violentas, no deberían tomárselo a la ligera".
Después de la conferencia de prensa, la Comisión Electoral comenzó a publicar los resultados oficiales de las elecciones poco después de la medianoche. Sin embargo, los resultados oficiales se retrasaron continuamente y se anunciaron solo de forma gradual, ya que se dijo que el recuento de votos seguía en curso en varios lugares. Aproximadamente a las 2:30, justo después de que los resultados no oficiales confirmaran la mayoría absoluta del Pakatan Harapan, Mahathir, flanqueado por varios líderes de la coalición, dio otra conferencia de prensa, anunciando que el Istana Negara (Palacio Nacional) había convocado al líder del Partido de la Justicia Popular (PKR) (el partido cuyo logo fue utilizado por el PH en las urnas) y que sería juramentado como el séptimo primer ministro de la nación más tarde ese día.
La tradicional celebración de la victoria del Barisan Nasional en el Putra World Trade Centre de Kuala Lumpur no se realizó. En su lugar, los líderes del oficialismo se reunieron a puertas cerradas en la residencia privada de Najib Razak. Esto desató temores de que el gobierno derrotado recurriera a la ley marcial para aferrarse al poder. Cuando se le informó sobre la inminente derrota de la coalición, un angustiado Najib preguntó "¿la gente realmente me odia tanto?". Después de la reunión, el líder de la juventud del BN, Khairy Jamaluddin, declaró que para la mayoría de los dirigentes políticos era "una larga noche", pero que reconocerían el resultado, afirmando que: "sea lo que sea, tenemos que respetar la voluntad del pueblo". En cualquier caso, nunca se tocó la idea de la ley marcial en la reunión.
La Comisión Electoral anunció los resultados completos de las elecciones oficiales poco antes de las 5:00, revelándose que los estados de Sabah y Perak se quedaron con asambleas legislativas sin mayoría. Mientras tanto, el Partido Islámico de Malasia no solo pudo retener el gobierno de Kelantan, sino que también capturó el estado de Terengganu de manos del BN. Najib finalmente admitió la derrota durante una conferencia de prensa a las 11:00.
|  | 17.38 % |

|  | 18.92 % |

|  | 17.10 % |

|  | 22.52 % |

|  | 5.77 % |

|  | 5.86 % |

|  | 5.37 % |

|  | 4.95 % |

|  | 45.56 % |

|  | 50.90 % |

|  | 21.10 % |

|  | 24.77 % |

|  | 5.30 % |

|  | 0.45 % |

|  | 1.83 % |

|  | 6.31 % |

|  | 1.39 % |

|  | 1.80 % |

|  | 1.07 % |

|  | 0.45 % |

|  | 1.01 % |

|  | 0.45 % |

|  | 0.50 % |

|  | 0.45 % |

|  | 0.49 % |

|  | 2.70 % |

|  | 0.47 % |

|  | 0.45 % |

|  | 0.41 % |

|  | 0.45 % |

|  | 0.10 % |

|  | 0.45 % |

|  | 0.07 % |

|  | 0.00 % |

|  | 0.06 % |

|  | 0.00 % |

|  | 33.80 % |

|  | 35.59 % |

|  | 16.91 % |

|  | 8.10 % |

|  | 0.07 % |

|  | 0.00 % |

|  | 0.00 % |

|  | 0.00 % |

|  | 0.00 % |

|  | 0.00 % |

|  | 16.99 % |

|  | 8.10 % |

|  | 2.32 % |

|  | 3.61 % |

|  | 0.31 % |

|  | 0.00 % |

|  | 0.18 % |

|  | 0.45 % |

|  | 0.05 % |

|  | 0.00 % |

|  | 0.01 % |

|  | 0.00 % |

|  | 0.55 % |

|  | 0.45 % |

|  | 0.07 % |

|  | 0.00 % |

|  | 0.03 % |

|  | 0.00 % |

|  | 0.02 % |

|  | 0.00 % |

|  | 0.02 % |

|  | 0.00 % |

|  | 0.01 % |

|  | 0.00 % |

|  | 0.00 % |

|  | 0.00 % |

|  | 0.00 % |

|  | 0.00 % |

|  | 0.00 % |

|  | 0.00 % |

|  | 0.00 % |

|  | 0.00 % |

|  | 0.00 % |

|  | 0.00 % |

|  | 0.59 % |

|  | 1.35 % |

|  | 98.24 % |

|  | 1.76 % |

|  | 100.00 % |

|  | 100.00 % |

|  | 17.68 % |

|  | 82.32 % |

|  | 97.97 % |

|  | 2.01 % |

|  | 0.02 % |

|  | 81.38 % |

|  | 46.31 % |

### Resultado por estado
|  | 38.82 % |

|  | 38.25 % |

|  | 22.93 % |

|  | 38.53 % |

|  | 31.42 % |

|  | 30.02 % |

|  | 0.03 % |

|  | 47.96 % |

|  | 39.05 % |

|  | 12.33 % |

|  | 0.65 % |

|  | 49.67 % |

|  | 40.68 % |

|  | 9.65 % |

|  | 68.85 % |

|  | 22.51 % |

|  | 8.24 % |

|  | 0.40 % |

|  | 50.28 % |

|  | 33.24 % |

|  | 16.27 % |

|  | 0.21 % |

|  | 43.16 % |

|  | 30.94 % |

|  | 25.75 % |

|  | 0.15 % |

|  | 63.82 % |

|  | 20.79 % |

|  | 15.22 % |

|  | 0.17 % |

|  | 69.92 % |

|  | 22.10 % |

|  | 7.83 % |

|  | 0.15 % |

|  | 49.47 % |

|  | 35.74 % |

|  | 14.79 % |

|  | 47.59 % |

|  | 40.80 % |

|  | 7.28 % |

|  | 4.33 % |

|  | 53.89 % |

|  | 36.10 % |

|  | 9.95 % |

|  | 0.06 % |

|  | 52.90 % |

|  | 38.11 % |

|  | 8.65 % |

|  | 0.34 % |

|  | 54.37 % |

|  | 38.59 % |

|  | 6.99 % |

|  | 0.05 % |

|  | 49.52 % |

|  | 39.91 % |

|  | 1.58 % |

|  | 8.99 % |

|  | 53.87 % |

|  | 44.52 % |

|  | 1.23 % |

|  | 0.37 % |

### Asambleas Legislativas Estatales
| Estado/ Territorio federal | Pakatan Harapan | Pakatan Harapan | Pakatan Harapan | Pakatan Harapan | Pakatan Harapan | Barisan Nasional | Barisan Nasional | Barisan Nasional | Barisan Nasional | Barisan Nasional | Gagasan Sejahtera | Gagasan Sejahtera | Gagasan Sejahtera | Gagasan Sejahtera | Gagasan Sejahtera | Independientes y otros | Independientes y otros | Independientes y otros | Independientes y otros | Independientes y otros |
| Estado/ Territorio federal | Votos           | %               | Escaños         | *               | ±               | Votos            | %                | Escaños          | %                | ±                | Votos             | %                 | Escaños           | %                 | ±                 | Votos                  | %                      | Escaños                | *                      | ±                      |
| -------------------------- | --------------- | --------------- | --------------- | --------------- | --------------- | ---------------- | ---------------- | ---------------- | ---------------- | ---------------- | ----------------- | ----------------- | ----------------- | ----------------- | ----------------- | ---------------------- | ---------------------- | ---------------------- | ---------------------- | ---------------------- |
| Johor                      | 803.148         | 53.38%          | 36              | 64.3            | 22              | 582.265          | 38.70%           | 19               | 33.9             | 19               | 118.582           | 7.88%             | 1                 | 1.8               | 0                 | 721                    | 0.04%                  | 0                      | 0                      | 0                      |
| Kedah                      | 343.519         | 36.69%          | 18              | 50              | 9               | 278.694          | 29.77%           | 3                | 8.3              | 19               | 313.171           | 33.45%            | 15                | 41.7              | 8                 | 930                    | 0.10%                  | 0                      | 0                      | 0                      |
| Kelantan                   | 82.243          | 10.02%          | 0               | 0               | 2               | 308.639          | 37.61%           | 8                | 17.8             | 3                | 426.602           | 51.99%            | 37                | 82.2              | 6                 | 3.064                  | 0.37%                  | 0                      | 0                      | 0                      |
| Malacca                    | 211.153         | 51.11%          | 15              | 53.6            | 13              | 156.318          | 37.84%           | 13               | 46.4             | 8                | 44.537            | 10.78%            | 0                 | 0                 | 1                 | 1.148                  | 0.27%                  | 0                      | 0                      | 3                      |
| Negeri Sembilan            | 258.737         | 53.90%          | 20              | 55.6            | 6               | 182.294          | 37.98%           | 16               | 44.4             | 6                | 35.913            | 7.48%             | 0                 | 0                 | 0                 | 3.059                  | 0.64%                  | 0                      | 0                      | 0                      |
| Pahang                     | 190.711         | 28.89%          | 9               | 21.4            | 0               | 275.766          | 41.77%           | 25               | 59.5             | 5                | 192.176           | 29.11%            | 8                 | 19.0              | 5                 | 1.510                  | 0.23%                  | 0                      | 0                      | 0                      |
| Penang                     | 530.008         | 67.20%          | 37              | 92.5            | 8               | 176.723          | 22.41%           | 2                | 5.0              | 8                | 77.171            | 9.78%             | 1                 | 2.5               | 0                 | 4.785                  | 0.61%                  | 0                      | 0                      | 0                      |
| Perak                      | 595.219         | 50.08%          | 29              | 60              | 6               | 395.708          | 33.29%           | 27               | 40               | 2                | 194.735           | 16.38%            | 3                 | 0                 | 2                 | 2.979                  | 0.25%                  | 0                      | 0                      | 0                      |
| Perlis                     | 42.220          | 34.94%          | 3               | 20.0            | 2               | 47.151           | 39.02%           | 10               | 66.7             | 3                | 31.335            | 25.93%            | 2                 | 13.3              | 1                 | 132                    | 0.11%                  | 0                      | 0                      | 0                      |
| Sabah                      | 398.340         | 47.16%          | 29              | 48.33           | 19              | 355.091          | 42.04%           | 29               | 48.33            | 18               | 11.241            | 1.33%             | 0                 | 0                 | 0                 | 79.945                 | 9.47%                  | 2                      | 3.34%                  | 1                      |
| Selangor                   | 1.303.102       | 63.37%          | 51              | 91.1            | 21              | 450.742          | 21.92%           | 4                | 7.1              | 7                | 296.250           | 14.41%            | 1                 | 1.8               | 12                | 6.324                  | 0.30%                  | 0                      | 0                      | 0                      |
| Terengganu                 | 45.429          | 7.32%           | 0               | 0               | 1               | 261.653          | 42.16%           | 10               | 31.3             | 7                | 313.503           | 50.52%            | 22                | 67.8              | 8                 | 0                      | 0                      | 0                      | 0                      | 0                      |
| Total                      | 7.132.462       | 56.26%          | 247             | 48.91           | 0               | 3.471.044        | 27.38%           | 166              | 32.87            | 0                | 2.049.850         | 16.17%            | 90                | 17.82             | 0                 | 24.732                 | 0.20%                  | 2                      | 0.40%                  | 0                      |

## Reacciones

### Locales
Mientras que Mahathir reclamó la victoria a mitad del escrutinio, la reacción del oficialismo a la derrota electoral fue lenta y tardía. El primer ministro Najib Razak no emitió ninguna declaración al respecto hasta el día siguiente, cuando anunció que reconocería el resultado de los comicios. Najib defendió su administración, afirmando que trabajó durante nueve años para mejorar las vidas de los malasios, y atribuyó la derrota del Barisan Nasional a "una campaña de mentiras y distorsión" encabezada por sus enemigos políticos. Entre los funcionarios que emitieron declaraciones tras conocerse el resultado, el ministro de Defensa, Hishammuddin Hussein, admitió la derrota, felicitó al Pakatan Harapan, y declaró: "Malasia ha hecho su elección".

### Internacionales
- Estados Unidos: El presidente de los Estados Unidos, Donald Trump, felicitó a Mahathir por la victoria de su coalición en las elecciones, calificándolas de "históricas". El Departamento de Estado emitió un comunicado enviando sus buenos deseos al pueblo malasio y felicitándolo por su masiva concurrencia a votar a pesar de los problemas que se interpusieron.[118][119]
- Francia: El embajador francés en Malasia, Frédéric Laplanche, felicitó al pueblo malasio por lograr un cambio pacífico de gobierno y a Mahathir por su victoria electoral en un vídeo de un minuto hablando en malayo. Tal reacción destacó y fue particularmente elogiada por usuarios malasios en redes sociales debido a la buena pronunciación de Laplanche.[120]
- Singapur: Durante el conteo, a medida que se evidenciaba la victoria del Pakatan Harapan, el ministro de Comercio e Industria de Singapur, Chan Chun Sing, anunció que el gobierno singapurense "seguía de cerca" los acontecimientos en Malasia.[119][121] Desde incluso antes de su separación de Malasia, Singapur ha estado gobernada por el Partido de Acción Popular, encabezando un gobierno casi tan largo como el del Barisan Nasional en Malasia. Además, durante el primer mandato de Mahathir las relaciones con Singapur (entonces gobernada por Lee Kuan Yew) habían sido difíciles.[122][123] Sin embargo, tras oficializarse los resultados, el vice primer ministro de Singapur, Tharman Shanmugaratnam, reconoció el resultado y declaró en su cuenta de Twitter: "Malasia ha apostado claramente por un cambio".[124] Después de la juramentación de Mahathir, el primer ministro singapurense Lee Hsien Loong lo felicitó por su victoria y expresó su deseo de trabajar con el nuevo gobierno para mejorar la cooperación entre los dos países, recordando el vínculo profundo entre Malasia y Singapur.[125]
- Indonesia: El presidente de Indonesia, Joko Widodo, telefoneó a Mahathir el 11 de mayo para felicitarlo por el triunfo electoral, elogiando que el "suave proceso democrático" realizado en el país vecino se llevase a cabo rápidamente y sin contratiempos, agregando: "Creo que bajo el liderazgo del Sr. Mahathir, las relaciones entre Indonesia y Malasia mejorarán aún más, y rezo para que el Sr. Mahathir siempre tenga buena salud para cumplir el mandato del pueblo de Malasia".[126]
- Tailandia: La junta militar tailandesa, que planificó originalmente realizar elecciones en 2018 pero las retrasó nuevamente para 2019, declaró que el cambio de gobierno no afectaría las buenas relaciones entre Malasia y Tailandia.[127] El ex primer ministro de Tailandia exiliado, Thaksin Shinawatra, celebró la victoria de la oposición en Malasia como un triunfo para la democracia en el Sudeste Asiático, y lamentó que el régimen militar tailandés continuara demorando las elecciones generales que tenía previstas, calificando el retorno de Mahathir como un "regreso triunfal".[127]
- Unión Europea: La Unión Europea expresó su intención de colaborar con el nuevo gobierno de Malasia, afirmando que esperaba que se respetara fielmente el resultado de las elecciones y se produjera un cambio de gobierno pacífico.[119]

## Consecuencias

### Deserciones y formación del gobierno
La victoria del Pakatan Harapan desencadenó celebraciones en todo el país, pues marcó el final de sesenta y tres años de dominación electoral de la UMNO y el Barisan Nasional. Mahathir fue juramentado como el nuevo primer ministro en la noche del 10 de mayo, poco más de veinticuatro horas después de que la coalición ganara las elecciones, lo que también provocó amplias celebraciones en todo el país.
Un día después de los comicios, la Organización Pasokmomogun Kadazandusun Murut Unida (UPKO) anunció que dejaba el Barisan Nasional y se fusionaría con el WARISAN formar gobierno en el estado de Sabah (donde ninguna fuerza política tuvo mayoría). Sin embargo, los cinco asambleístas estatales electos de la UPKO se declararon independientes y se negaron a abandonar el frente oficialista, garantizando la reelección de Musa Aman como gobernador con el apoyo del Partido Solidario de la Patria.
Sin embargo, el gobierno del BN en Sabah no duró mucho. Al día siguiente, seis asambleístas del BN (cuatro de la UMNO y dos de la UPKO) desertaron al WARISAN. La coalición WARISAN-PH tomó de este modo el control del estado de Sabah, marcando el primer triunfo de un partido ajeno al BN en dicho estado desde 1994. Shafie Apdal, del WARISAN, fue investido gobernador el 12 de mayo. Otro partido del Barisan Nasional, el Partido Liberal Democrático, anunció que dejaba la coalición ese mismo día debido al bajo rendimiento en las elecciones, no habiendo conseguido ganar un solo escaño.
Otros dos partidos del Barisan en Sabah, el Partido Unido de Sabah (PBS) y el Partido Popular de Sabah (PBRS) anunciaron que dejarían también el BN. El PBRS declaró que solicitaría unirse al Pakatan Harapan, mientras que el PBS decidió que formaría su propia coalición estatal, fuera de ambas fuerzas políticas. El mismo día, tres asambleístas de Johor por el BN anunciaron su unificación con el PH, dándole al nuevo gobierno una mayoría de dos tercios en dicho estado. En Perak, dos asambleístas declararon que si bien su intención sería mantenerse en el BN, apoyarían la investidura de un gobierno del PH por haber sido la coalición más votada en el estado y para poner fin al statu quo de estancamiento legislativo heredado de los comicios. Efectivamente, ese mismo día juró Ahmad Faizal Azumu, presidente de la seccional del PH en dicho estado, como gobernador. Posteriormente, dos diputados independientes del Dewan Rakyat, Jugah Muyang, que ganó en la circunscripción de Lubok Antu, y Larry Sng Chee Hua, que ganó en la de Julau, anunciaron que se habían unido al Partido de la Justicia Popular (PKR). Jugah Muyang había ganado una pelea de tres bandas muy ajustada contra el BN y el PH, mientras que Sng Chee Hua había sido respaldado por el PH luego de que su candidato fuera descalificado por la Comisión Electoral.
El 13 de mayo, el tercer diputado independiente, Prabakaran Parameswaran, que ganó en la circunscripción de Batu, anunció que también se unirá a PKR, aumentando la mayoría del Pakatan en el Dewan Rakyat a 124. También había accedido al cargo luego de que Tian Chua, el candidato original del PKR, fuera descalificado por una multa de RM2,000.

### Cambio de liderazgo del Barisan Nasional
El 12 de mayo, luego de haberse convertido en el primer jefe de gobierno malasio derrotado en las urnas y de haber conllevado a su partido la pérdida de un tercio del parlamento, Najib Razak dimitió como líder de la Organización Nacional de los Malayos Unidos y, por ende, del Barisan Nasional. El vicepresidente del partido y ex vice primer ministro de Najib, Ahmad Zahid Hamidi, asumió el cargo de presidente de UMNO y presidente de Barisan Nasional, mientras que el vicepresidente Hishammuddin Hussein asumió las funciones de vicepresidente de la UMNO y vicepresidente de Barisan, convirtiéndose, de este modo, en Líder de la Oposición Federal.